# Hemimysis spinifera
Hemimysis spinifera is een aasgarnalensoort uit de familie van de Mysidae. De wetenschappelijke naam van de soort is voor het eerst geldig gepubliceerd in 1989 door Ledoyer.